# Jean Carlos Centeno
Jean Carlos Jiménez Centeno (Cabimas, 13 de diciembre de 1976), conocido por su nombre artístico Jean Carlos Centeno, es un cantante y compositor de vallenato colombo-venezolano.
Ha sido ganador de un Latin Grammy por mejor álbum de Cumbia/Vallenato y es uno de los intérpretes de vallenato de mayor reconocimiento a nivel nacional e internacional, dándose a conocer como vocalista del Binomio de Oro de América y desde 2006 como solista.

## Origen
Jean Carlos Centeno, nació el 13 de diciembre de 1976 en Cabimas, Venezuela. Los padres de Centeno son los venezolanos Evel Antonio Jiménez Centeno, de quien solo se sabe que vive y trabaja en Cabimas, y Nidia María Centeno Gómez, quien cuando era bebe, con solo tres meses de edad, lo llevó a Villanueva, Colombia, entregándolo en adopción a una tía paterna de nombre María Elena Jiménez Balcázar debido a dificultades económicas y fue ella quien lo crío como su madre. A pesar de esto, nunca perdió comunicación con ellos.
Desde su niñez, Centeno vivió en Villanueva, La Guajira, una región colombiana conocida por su rica tradición musical y cultural. Fue en este entorno donde comenzó a forjar su carácter y sus primeras relaciones con el vallenato, un género que más tarde definiría su carrera profesional.
A los 14 años de edad y buscando una mejor sustentabilidad económica, trabajó en la calle vendiendo dulces, empanadas y otras frituras, también laboró como cuidador de finca, en estancos de licor e hizo las veces de niñero. Viajó por todo el departamento de La Guajira, donde se hizo famoso por cantar en fiestas.
La vida de Centeno dio un giro significativo cuando, a los 20 años, descubrió que había nacido en Venezuela. Esta revelación no alteró su sentido de pertenencia ni su identidad. A pesar de sus raíces venezolanas, Centeno siempre se sintió profundamente colombiano, una identidad que ha abrazado con orgullo desde entonces y que se refleja en su vida cotidiana y su interacción con la cultura y la sociedad colombiana.
Jean Carlos Centeno se ha convertido en una figura que representa la integración y la riqueza cultural de la región. Su historia personal es un testimonio de la capacidad de adaptación y la fuerza de los lazos culturales que trascienden fronteras.

## Trayectoria musical
En 1992 participó con Poncho Cotes Jr. en un concurso de canciones en San Juan del Cesar, la canción "Un ángel más en el cielo", de su autoría, fue una dedicatoria a su cantante favorito Rafael Orozco, recientemente fallecido, el tema a la postre ganó un premio en la categoría mejor canción inédita.

### Binomio de Oro
En 1993, Centeno entró a formar parte del conjunto de música vallenata Binomio de Oro de América, liderado por el acordeonero Israel Romero, como parte del grupo de cantantes que reemplazó a Rafael Orozco. Centeno entró al Binomio de Oro tras dar una serenata a Israel Romero cuando este arribó en una ocasión a Villanueva, Guajira. Israel quedó tan impresionado con el talento del joven Centeno que le ofreció la oportunidad de entrar a formar parte de su agrupación.
Entre las canciones que popularizó con el Binomio están: "No te vayas", "Celos", "Sólo por ti", "Lo que quieras de mí", "Locamente enamorado", "El forastero", "Manantial de amor", "Olvídala" (a dúo con Jorge Celedón), "Me vas a Extrañar", "Niña Bonita" (A dúo con Junior Santiago, canción del 2004 en Colombia.), "Amigo el corazón", entre otros éxitos. A finales de la década de 1990, se le relacionó sentimentalmente con la cantante Marbelle. Sostuvo un tormentoso amorío con Wendy Yolani Orozco, hija del fallecido Rafael Orozco y Clara Elena Cabello, quien nunca aceptó esta relación, pero que fue inspiración para los temas Locamente enamorado, Me vas a extrañar y Me ilusioné. Es de destacar que toda su etapa en el Binomio de Oro de América la vivió con la casa discográfica Codiscos. 
Salida del Binomio de Oro
Tras 12 exitosos años como la voz líder del Binomio de Oro, Centeno terminó su contrato el 31 de diciembre de 2005 e inició su carrera como solista, pero debido a problemas con sus cuerdas vocales, Centeno se retiró temporalmente de la música para someterse a una cirugía.

### Carrera como solista
Centeno formó su propio conjunto de música vallenata, se le unió inicialmente el acordeonero Ronal Urbina, pero más tarde se integró también el sobrino de Israel Romero y exintegrante del Binomio de Oro de América; José Fernando "Morre" Romero.
Ave Libre
Centeno, con los acordeoneneros 'Morre' Romero y Ronal Urbina grabaron el trabajo discográfico Ave Libre bajo el sello Sony Music, donde consolidó canciones como De dónde amor, Lo busqué, Un 8 de marzo (a dúo con Gilberto Santa Rosa, donde le rinde un homenaje a la mujer en su día), Ave libre (donde le rinde tributo al recién fallecido creador del vallenato "Nueva Ola" Kaleth Morales).
Inconfundible
En 2008 se marcha del conjunto el acordeonero José Fernando "Morre" Romero, para iniciar un nuevo proyecto musical al lado del cantante venezolano Pedro Manuel. Centeno grabó con Ronal Urbina el trabajo Inconfundible, el cual no cumplió las expectativas planteadas por la disquera, terminando así su vinculación con Sony.

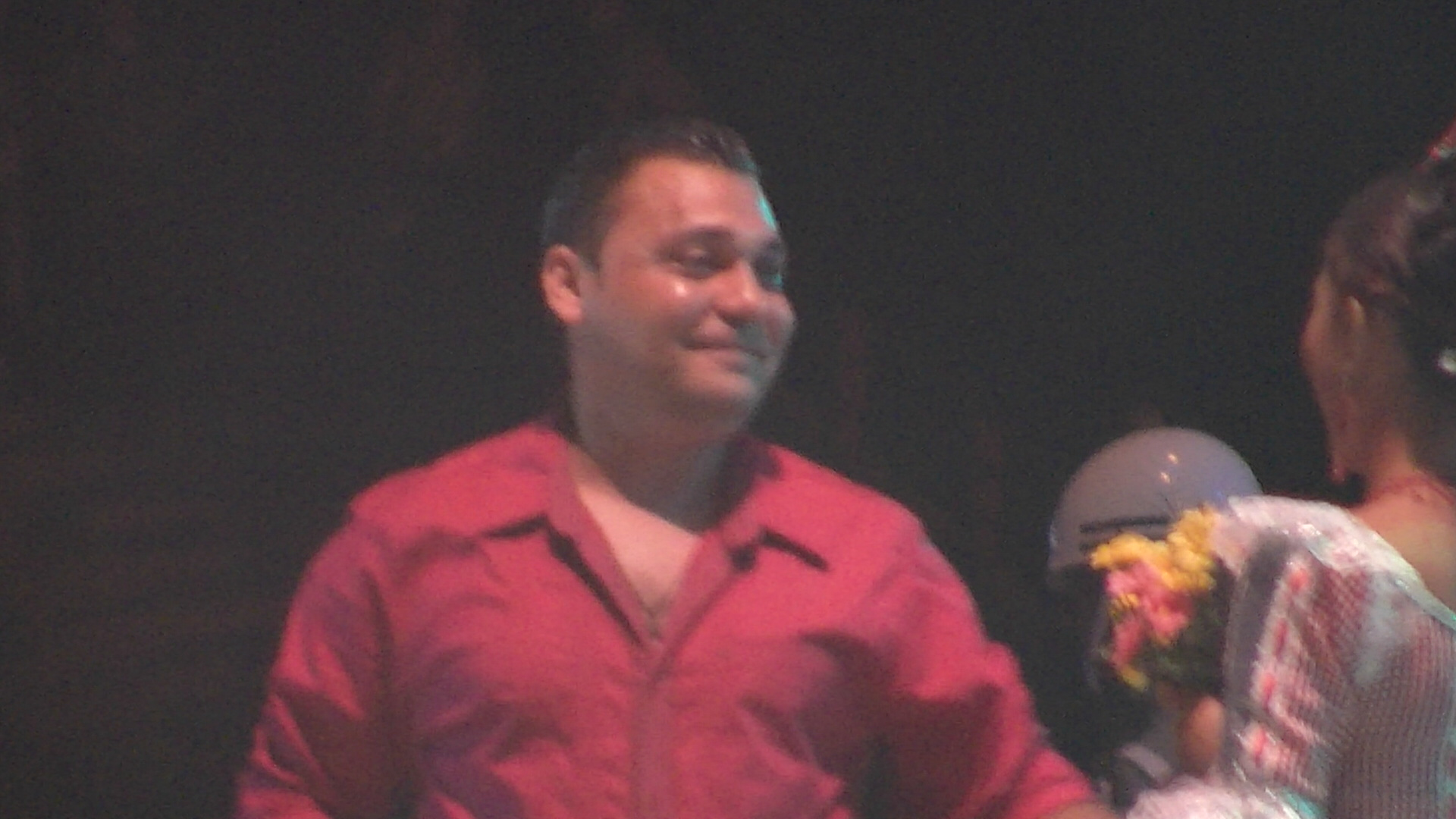
Jean Carlos Centeno durante la versión 42 del Festival de la Leyenda Vallenata en Valledupar, Colombia. (2009)

Lanzamiento del sencillo Nubes Negras
En el año 2010, lanza el sencillo "Nubes Negras" después de una polémica surgida a raíz de un demo de la misma canción grabada en Venezuela por el grupo vallenato Los Iguarán sin su consentimiento, alcanzando el número uno a nivel nacional.
Así Canto Yo
El 18 de octubre de 2011, lanzó al mercado el primer sencillo de su tercera producción discográfica llamado "Nos confunde el amor", previo al lanzamiento del álbum titulado Así Canto Yo, en su regreso a Codiscos luego de su etapa con el Binomio de Oro de América, el cual salió a la venta el 3 de febrero de 2012 con un total de trece canciones. La producción discográfica fue lanzada en un concierto en Villanueva, Guajira, destacándose canciones como "Siempre te esperaré", "Solo a ti te amo" y "Entrada sin salida".
Redada a alias 'Fritanga'
El 1 de julio de 2012, Centeno fue contratado por el narcotraficante y cabecilla de la banda criminal "Los Urabeños", Camilo Torres Martínez, alias 'Fritanga', para amenizar su fiesta de matrimonio en el Hotel Punta Faro de la Isla Múcura en Cartagena de Indias, Colombia. La Policía de Colombia irrumpió en medio de la fiesta de matrimonio y Centeno tuvo que tirarse al suelo. El hecho fue grabado en video por las autoridades. Alias 'Fritanga' le había pagado $25 millones de pesos por la presentación mediante terceros. Respecto al incidente Centeno aseguró:

“Mi profesión es cantar, yo no sabía para quién lo estaba haciendo, sólo sabía que iba a la celebración de un matrimonio. Sencillamente contrataron la agrupación y como siempre cumplimos con lo pactado” - Jean Carlos Centeno.

En la fiesta también hizo su presentación musical el cantante vallenato Silvestre Dangond y algunos grupos de reguetón de Puerto Rico.
Lanzamiento de los sencillos Así cualquiera y Por loca
En 2014, lanzó al mercado musical los sencillos Así cualquiera, en el mes de febrero, y Por loca, lanzado en octubre, buscando incursionar en el mercado musical de vallenato "Nueva Ola". Ambas canciones formaron parte, dos años después, de su siguiente trabajo discográfico.
Todas son mías
El 1 de febrero de 2016 lanzó como sencillo la canción Está Prohibido, parte de su cuarta producción musical llamada Todas Son Mías, haciendo un recopilatorio de canciones compuestas e interpretadas por él en su paso por el Binomio de Oro y otras de su inspiración que interpretaran otros artistas, álbum musical lanzado el 1 de marzo de ese año. La canción alcanzó número uno a nivel nacional en pocas semanas.
Operación para reducir de peso
En 2017, Jean Carlos Centeno entró por segunda vez al quirófano para practicarse un ‘sleeve’ o manga gástrica, debido al sobrepeso que lo aquejaba desde hace años llegando a pesar hasta 100 kilos, dejándole como consecuencia dolores constantes en sus articulaciones. Gracias a la operación y a una estricta dieta y rutina de ejercicios, logró reducir 33 kilos ese mismo año.
De Parranda
En 2018 lanzó al mercado el álbum titulado "De Parranda"  un disco con nueve canciones distribuidas entre clásicas e inéditas que le otorgó su primera nominación  a mejor álbum en los Premios Grammy Latinos en la categoría Cumbia/Vallenato.  
Conflicto con Israel Romero y el Binomio de Oro. Reconciliación
En enero de 2016, Centeno, aseguró que Israel Romero pedía a los promotores de eventos que primero se presentara el Binomio de Oro y luego su agrupación, y que en algunos casos pedía que no lo contrataran para que el Binomio mantuviera trato preferencial con los promotores de eventos. Ante la polémica, Romero aseguró que consideraba a Centeno como su amigo y que “Jamás le dará una puñalada a un colega por la espalda y que respeta a todos sus exvocalistas”.
En abril de 2016, Romero y Centeno se reconciliaron tras la mediación de Jorge Celedón durante un concierto en Monterrey, México.
En enero de 2019, los días 11 y 12, el Binomio de Oro tuvo dos conciertos, con escenario lleno en ambas ocasiones, denominados "Un Reencuentro Dorado" en Monterrey. En la Arena Monterrey, Jean Carlos Centeno y Jorge Celedón se volvieron a reunir con la agrupación que los catapultó a la fama, demostrando que los problemas entre Romero y Centeno se terminaron.
Feliz Aniversario
El 27 de mayo de 2022 lanzó al mercado su sexta producción musical titulada "Feliz Aniversario" un disco que incluye 12 canciones y que cuenta con las participaciones especiales de Jorge Celedón y Silvestre Dangond, con esta producción Jean Carlos ganó su primer Grammy latino  en la categoría Mejor Álbum Cumbia/Vallenato.

## Vida personal
A los 20 años, Centeno descubrió que no había nacido en Colombia, sino en Venezuela. Este hallazgo fue una sorpresa, ya que, habiendo sido adoptado y criado desde muy pequeño en Villanueva, siempre había creído que su lugar de nacimiento era Colombia. A pesar de esta revelación, Centeno nunca consideró renunciar a su nacionalidad colombiana, ya que se sentía profundamente identificado con Colombia, país que le brindó su cultura y le permitió crecer profesionalmente.

"Cuando yo confirmo que nací allá (en Venezuela), empecé a buscar los papeles a ver si era cierto, y efectivamente sí era cierto, pero yo no voy a renunciar a mi nacionalidad colombiana, no lo iba a hacer, no lo he hecho, y si pudiera decir mil veces que me siento orgulloso de haber creído y haber nacido aquí en Colombia pues lo diría porque yo creía haber nacido aquí y fue aquí donde me crié. Considero que soy colombiano, aunque para muchos no lo sea"
Jean Carlos Centeno, para el programa Yo, José Gabriel. Publicado por la Revista Semana

Es nieto de Reynaldo Centeno, abuelo materno que también era músico, tocaba la trompeta y la batería.
El nombre del primer hijo de Centeno es Carlos Andrés, quien ha seguido sus pasos en la música. Estuvo casado con Paola de la Peña, con quien tuvo dos hijos; Martín Alejandro y Jean Carlos Jr. Centeno Peña.
Centeno actualmente está casado con María José Gutiérrez, con quien tiene una hija llamada Victoria Milena Centeno Gutiérrez.

## Discografía
La siguiente es la discografía del cantante Jean Carlos Centeno:

### Binomio De Oro
- 1993: Todo corazón
- 1994: De la mano con el pueblo
- 1995: Lo nuestro
- 1996: A su gusto
- 1997: Seguimos por lo alto
- 1998: 2000
- 1999: Parrandon
- 1999: Más Cerca de ti
- 2000: Difícil de igualar
- 2001: Haciendo historia
- 2002: 10 Aniversario: Rafael Orozco con el Binomio de Oro
- 2003: Que viva el vallenato
- 2004: En todo su esplendor
- 2005: Grafiti de amor

### Como solista
- 2006: Ave libre
- 2008: Inconfundible
- 2012: Así Canto Yo
- 2016: Todas son mías[44]
- 2018: De parranda
- 2022: Feliz Aniversario

### Sencillos
- 2010: Nubes negras
- 2014: Así cualquiera. (Alcanzó primer lugar en sintonía en Olímpica Stereo - Bogotá, abril de 2014.[45])
- 2014: Por loca
- 2017: El Delito ft ALZATE
- 2020: No te vayas, feat.Omar Geles
- 2020: Directo al corazón, parte del trabajo discográfico "Corazón Vallenato", con varios artistas del género.

## Composiciones
Jean Carlos además de cantar se ha destacado también por componer muchas de sus canciones, así como también temas para otros artistas. Entre sus canciones se encuentran:
- Locamente enamorado
- Volvió el dolor
- Amigo el corazón
- Que me perdone
- Un osito dormilón
- Intensa Tu
- Un camino lejano
- Amantes inocentes
- Con quien andaras
- Y usted como quiere a su chavita
- Me vas a extrañar
- Quiero que seas mi estrella
- Me ilusioné
- Mi segunda vida
- Dime cómo te olvido
- Que pena
- Cuándo vuelvas
- Loco por ella
- Un recuerdo que mata
- Llora
- Ayer y Hoy
- De dónde amor
- Ave libre
- Perdón
- Un tercero está de más
- Nubes negras
- Nos confunde el amor
- En tu corazón
- Así cualquiera
- Por loca
- Está prohibido
- No me abandones (interpretado por Los Hermanos Zuleta)
- Te quiero (interpretado por Los Embajadores Vallenatos)
- Con el corazón: grabado por Miguel Morales la combinación Vallenata
- Me cansé: grabada en 2005 por Jorge Oñate y Cristian Camilo Peña en el álbum Vivo cantando.

## Filmografía
- Como todo el mundo (2007): el tema Un osito dormilón del Binomio de Oro hizo parte de la banda sonora de esta película francesa filmada en Bogotá, Colombia.[46]

- Diomedes, el Cacique de La Junta como Él mismo.[47]

## Premios y nominaciones

### Premios Nuestra Tierra
| Año  | Categoría                                    | Resultado                 |          |
| ---- | -------------------------------------------- | ------------------------- | -------- |
| 2014 | Entrada Sin Salida                           | Canción Vallenata del año | Nominado |
| 2022 | Batalla de Reyes y Reinas, Concierto virtual | Mejor gira de concierto   | Nominado |
| 2023 | Déjala Ir (feat. Jorge Celedón)              | Canción Vallenata del año | Nominado |
| 2023 | Jean Carlos Centeno                          | Artista Vallenato         | Nominado |
| 2024 | Besarte (feat. La Combinación Vallenata)     | Canción Vallenata del año | Nominado |